# Tadeusz Gniot
Tadeusz Gniot (ur. 20 stycznia 1913 we wsi Wielkie, zm. 18 maja 1978 w Szczecinie) – polski szachista, żołnierz Armii Krajowej, z zawodu nauczyciel matematyki.

## Życiorys
Pochodził z rodziny o tradycjach muzycznych. Gdy ta utraciła majątek w czasie I wojny światowej, a potem osierociła go matka, zaś ojciec nie wracał z wojny, wychowywał się u krewnych we wsi Sitaniec niedaleko Zamościa. Uczęszczał do gimnazjum, a następnie liceum zamojskiego, a po jego ukończeniu rozpoczął naukę na Politechnice Warszawskiej. Studia zostały przerwane z powodu wybuchu II wojny światowej. W czasie kampanii wrześniowej w stopniu podporucznika pełnił funkcję dowódcy pododdziału w armii generała Tadeusza Piskora. Dostał się do niewoli, z której zbiegł. Ukrywał się w Biłgoraju, a następnie przedostał się do Warszawy, gdzie pod pseudonimem „Blicharz" służył w Armii Krajowej. Z powodu organizowania tajnego nauczania był poszukiwany przez Gestapo. Walczył w powstaniu warszawskim, a po jego upadku ponownie dostał się do niewoli i został przewieziony do obozu koncentracyjnego Sachsenhausen. Dzięki wyniesionym z domu talentom muzycznym stworzył orkiestrę obozową, co pomogło mu w przetrwaniu niewoli. Pod koniec wojny został uratowany przez żołnierzy armii amerykańskiej. W latach 1945–1947 mieszkał w Jägerslust, gdzie stworzył polską szkołę średnią.
Po powrocie do kraju osiadł w Szczecinie, gdzie był nauczycielem w Szkole Inżynieryjnej, a następnie w technikum przy ul. Racibora. Z powodu cech charakteru (nonkonformizm, cięty i ironiczny język oraz uczciwość), pochodzenia i przeszłości żołnierza AK był szykanowany przez władze szkoły, a następnie aresztowany przez UB. Z sytuacji, która dla wielu niewinnych ludzi kończyła się śmiercią, uratował go spryt i przytomność umysłu. Podczas przesłuchania, zapytany o wysokiego funkcjonariusza radzieckiego (znanego miłośnika szachów), odpowiedział, iż jest jego „przyjacielem od szachownicy”, co było kłamstwem, ale zapewniło szybkie uwolnienie. Przez następne lata miał problemy ze znalezieniem pracy nauczyciela. Zmuszono go do dokończenia studiów w nadziei, iż nie podoła zadaniu. Ambicja pomogła mu w realizacji kolejnego celu – ukończył studia na Uniwersytecie Poznańskim z bardzo wysokimi ocenami.
Zasady gry w szachy poznał w wieku dziewięciu lat. Często przebywał w lokalach Warszawskiego Klubu Szachistów i Warszawskiego Towarzystwa Zwolenników Gry Szachowej. Po zakończeniu II wojny światowej i zamieszkaniu w Szczecinie jego zainteresowanie grą wzrosło. W 1948 r. był współorganizatorem pierwszego na Pomorzu Zachodnim związku szachowego. Zaczął również osiągać sukcesy turniejowe, co było wyjątkowe zważywszy na wiek. Jako pierwszy zawodnik w regionie zdobył tytuł mistrza krajowego. W latach 1951–1961 pięciokrotnie uczestniczył w finałach indywidualnych mistrzostw Polski. Najlepszy wynik osiągnął w 1955 r. we Wrocławiu, gdzie zajął V miejsce, w jednej z partii pokonując najlepszego ówcześnie polskiego szachistę, Bogdana Śliwę. Należał do kadry narodowej i reprezentował Polskę w turniejach międzynarodowych, m.in. w Krynicy, Nowym Sadzie, Vrnjackiej Banji i Puli. Był również członkiem kadry Polski nauczycieli i Ludowego Wojska Polskiego. Wielokrotnie zdobył tytuły mistrza kraju nauczycieli, mistrza Szczecina i Pomorza Zachodniego. Uczestniczył także, aż do samej śmierci, w rozgrywkach szachów korespondencyjnych. W 1978 r. brał udział w III korespondencyjnych mistrzostwach Polski nauczycieli, nie zdążył jednak ukończyć tego turnieju. Spośród piętnastu partii miał dwie niedokończone, a w pozostałych uzyskał osiem i pół punktu.
Według retrospektywnego systemu Chessmetrics, najwyżej sklasyfikowany był we wrześniu 1955 r., zajmował wówczas 242. miejsce na świecie.
Był wychowawcą wielu szczecińskich szachistów. W czasie pracy nauczyciela zyskał opinię człowieka o wysokiej kulturze osobistej i dużej wiedzy, serdecznego, uśmiechniętego, pełnego szacunku dla młodzieży, koleżanek i kolegów. Lekcje prowadził w sposób prosty, przejrzysty i zrozumiały, czym zapisał się w pamięci uczniów.
Pochowany został na cmentarzu Centralnym w Szczecinie kwatera 9F. 
Od 1989 r. w Policach rozgrywany jest festiwal szachowy (od 1992 w obsadzie międzynarodowej) poświęcony pamięci Tadeusza Gniota.